# Kreuzgang von Bonnefont

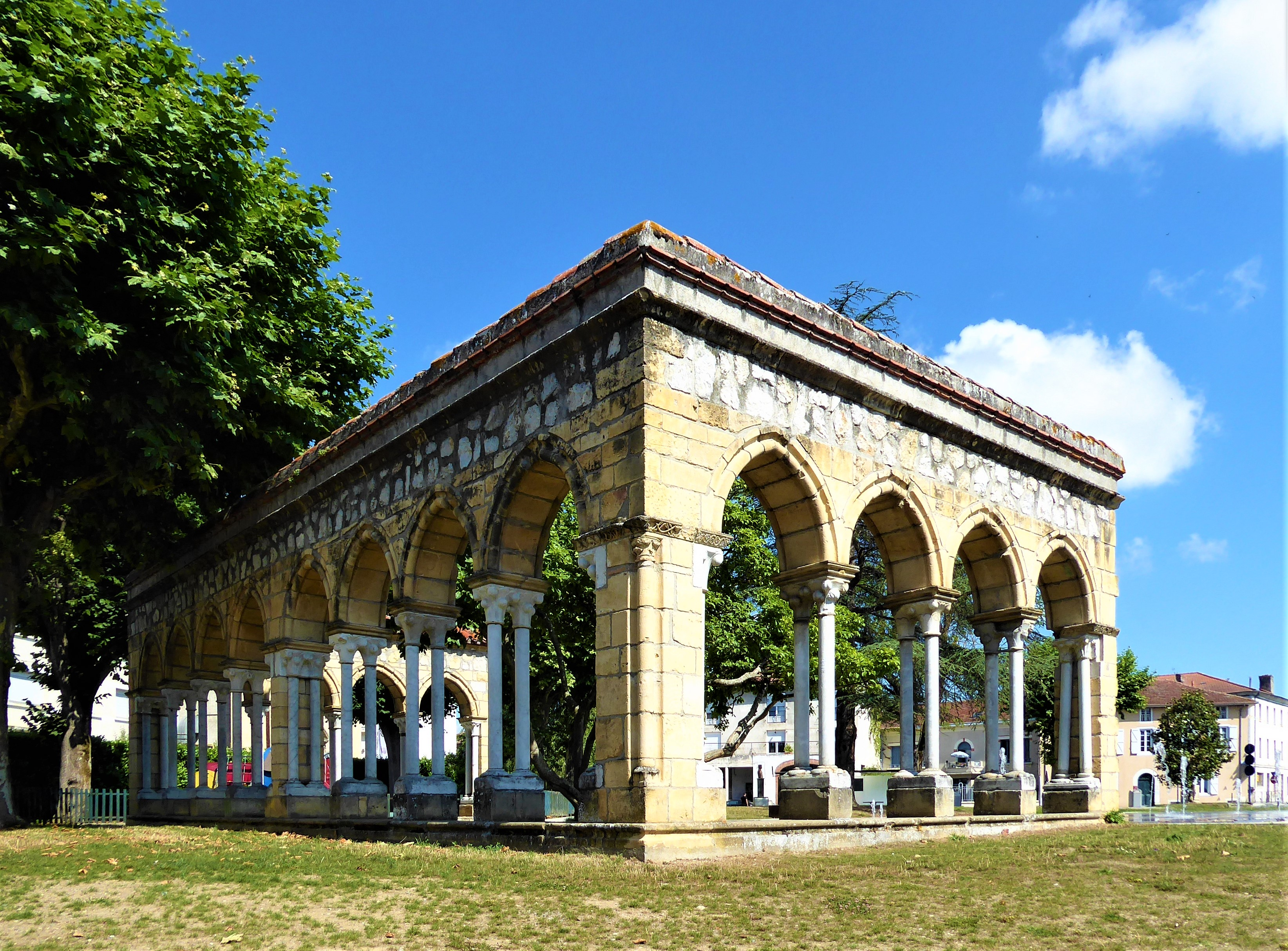
Der Kreuzgang von Bonnefont

Der Kreuzgang von Bonnefont (französisch: Cloître de Bonnefont) befindet sich in einer Parkanlage auf dem Square Eugène Azémar in Saint-Gaudens im Département Haute-Garonne in Frankreich. Es handelt sich dabei um neu angeordnete Elemente des abgegangenen Kreuzgangs der Zisterzienserabtei Bonnefont, die nach Saint-Gaudens transloziert wurden. Die in das 13. Jahrhundert datierten Elemente sind seit 1927 als Monument historique klassifiziert.

## Geschichte
Die Abtei Bonnefont wurde im Zuge der Französischen Revolution aufgehoben und verkauft. Teile der Klosterkirche und andere Elemente der Abtei wurden im Umland an anderen Orten verbaut. Bestandteile des Kreuzgangs gelangten bis nach New York City, wo sie im Museum The Cloisters in einem rekonstruierten Kreuzgang aufgestellt wurden.
20 Kapitelle mit Doppelsäulen wurden in Saint-Gaudens in einer Parkanlage als dreiseitige Kreuzgangsanlage rekonstruiert, die nach Osten offen und von der Grundfläche kleiner als das frühere Original in Bonnefont ist.